# Вулиця Нестеренка (Мелітополь)
Вулиця Нестеренка — вулиця в Мелітополі. Йде від вулиці Сопіна до вулиці Павла Дзяковича. Забудована приватними будинками.

## Назва
Вулиця названа на честь льотчика Григорія Карповича Нестеренка, Героя Радянського Союзу, учасника звільнення Мелітополя від німецької окупації у Німецько-Радянській війні.

## Історія
Вулиця вперше згадується 26 жовтня 1939 року як Нафтоскладський провулок.
15 квітня 1965 року провулок був перейменований на вулицю Нестеренка.